# Rotunda w Częstochowie
Rotunda w Częstochowie – rotunda wystawiennicza w Częstochowie, w III Alei, zbudowana w 1896 i rozebrana w 1935.

## Historia
Rotunda była budowana od końca lutego do czerwca 1896 na rogu obecnych III Alei i ul. Pułaskiego przez Henryka Lgockiego, który planował wystawiać w niej obraz przedstawiający ukrzyżowanie Jezusa. „Panoramę Ukrzyżowania Chrystusa Pana” inwestor zamówił u malarza Stanisława Radziejowskiego.
Rotunda zbudowana została z kamienia i drewna na planie dwunastoboku pod kierunkiem Kazimierza Malińskiego. Budowla pozbawiona była dekoracji architektonicznych, miała średnicę 40 metrów, a wysokość 16 m. Na froncie budynku znajdował się prostokątny przedsionek ozdobiony neobarokową fasadą, podzieloną boniowanymi pilastrami na pięć części i trójkątnym frontonem. W środkowej części ściany frontowej znajdował się portal z półkolistym tympanonem ozdobionym dekoracją figuralną. Dach powstał w postaci spłaszczonej kopuły z latarnią.
Uroczyste otwarcie rotundy miało miejsce 22 lipca 1896, a obiekt przyciągał wielu spośród pielgrzymów odwiedzających klasztor jasnogórski. Gdy około 1898 obraz przestał przyciągać turystów, w rotundzie zaczęto wystawiać inne obrazy, m.in. dioramę „Oblężenie Częstochowy przez Szwedów” Józefa Ryszkiewicza.
W latach 1907−1935 roku budynek pełnił rolę sali kinowej kina „Panorama”. Oprócz pokazów filmowych tuż przed I wojną światową zaczęto w rotundzie organizować walki bokserskie, na początku dwudziestolecia międzywojennego organizowano we wnętrzach rotundy także przedstawienia cyrkowe, a przez cały okres II Rzeczypospolitej odbywały się w niej zjazdy, odczyty oraz akademie.
Rotundę rozebrano w 1935 z powodu złego stanu technicznego.